# Beamter (Deutschland)
Beamte stehen in Deutschland (Bundes-, Landes-, Kommunalbeamte) gegenüber dem Dienstherrn in einem öffentlich-rechtlichen Dienst- und Treueverhältnis. Sie gehören nicht zu den Arbeitnehmern im öffentlichen Dienst (Tarifbeschäftigte), deren Beschäftigungsverhältnisse durch das Arbeitsrecht und Tarifverträge geregelt sind.
Richter und Soldaten sind keine Beamten; ihr Dienstrecht ist in anderen Rechtsnormen (DRiG bzw. SG) geregelt. Dennoch finden auf diese Statusgruppen viele beamtenrechtliche Bestimmungen Anwendung oder es wurden ähnliche Regelungen getroffen (z. B. in den Bereichen Besoldung und Versorgung). Religionsgemeinschaften, die als öffentlich-rechtliche Körperschaften anerkannt sind, können nach Maßgabe ihres Rechts sogenannte Kirchenbeamtenverhältnisse begründen.
Zum 30. Juni 2023 gab es in Deutschland 1.741.700 Beamte, darunter etwa 738.000 Lehrer und etwa 291.500 Polizisten.

## Begriff

### Begriffsbestimmung
Der Begriff des Beamten wird unterschiedlich verstanden. Es wird zwischen dem staatsrechtlichen (auch statusrechtlichen), dem haftungsrechtlichen und dem veralteten gewerberechtlichen Beamtenbegriff unterschieden.
Beamter im staatsrechtlichen Sinn ist, wer in einem öffentlich-rechtlichen Dienst- und Treueverhältnis steht und hoheitsrechtliche Befugnisse ausübt (Art. 33 Abs. 4 GG). Die Beamten im staatsrechtlichen Sinne bilden gemeinsam mit den Tarifbeschäftigten, Soldaten und Richtern den öffentlichen Dienst. Das Recht des öffentlichen Dienstes ist unter Berücksichtigung der hergebrachten Grundsätze des Berufsbeamtentums zu regeln und fortzuentwickeln (Art. 33 Abs. 5 GG).
Beamter im haftungsrechtlichen Sinn ist, wer ein ihm anvertrautes öffentliches Amt ausübt und dabei vorsätzlich oder fahrlässig die ihm einem Dritten gegenüber obliegende Amtspflicht verletzt (Art. 34 GG i. V. m. § 839 BGB). Darunter fallen nicht nur Beamte im staatsrechtlichen Sinn, sondern auch Beliehene und Verwaltungshelfer.
Früher wurde unter dem Beamten auch eine Person gefasst, die in der Verwaltung eines privaten Gewerbebetriebs tätig war (Betriebsbeamter, Werksbeamter, Beamter im gewerberechtlichen Sinne, §§ 133a bis 133d GewO a. F.). Der Begriff Betriebsbeamter wird auch heute noch in der Eisenbahn-Bau- und Betriebsordnung (EBO) verwendet (§ 47 bis § 54 EBO). Betriebsbeamte sind alle für die Sicherheit des Eisenbahnbetriebs verantwortlichen Personen. Dies sind nicht nur Beamte im beamtenrechtlichen Sinne, sondern auch Angestellte und Arbeiter.
Die folgende Darstellung beschränkt sich auf Beamte im staatsrechtlichen Sinne.

### Unmittelbare und mittelbare Beamte
Unmittelbarer (= direkter) Beamter ist derjenige, dessen Dienstherr die Bundesrepublik Deutschland oder eines ihrer Länder ist. Er ist Teil der unmittelbaren Staatsverwaltung. Mittelbarer (= indirekter) Beamter ist, wer zu einer rechtlich verselbstständigten Anstalt, Stiftung oder sonstigen Körperschaft des öffentlichen Rechts, die die Dienstherrneigenschaft besitzt, z. B. einer Universität, einer Kommune oder einer berufsständischen Kammer, in einem solchen öffentlich-rechtlichen Dienst- und Treueverhältnis steht.

### Bundesbeamte, Landesbeamte, Kommunalbeamte
Bundesbeamter ist, wer zum Bund oder einer bundesunmittelbaren Körperschaft, Stiftung oder Anstalt des öffentlichen Rechts (Dienstherrn), in einem öffentlich-rechtlichen Dienst- und Treueverhältnis (Beamtenverhältnis) steht (§ 4 BBG i. V. m. § 2 BBG). Landesbeamter ist, wer zu einem Bundesland, einer landesunmittelbaren Körperschaft, Stiftung oder Anstalt in einem öffentlich-rechtlichen Dienst- und Treueverhältnis steht. Kommunalbeamte haben als Dienstherrn einen Landkreis, einen sonstigen Gemeindeverband, eine kreisfreie Stadt oder eine kreisangehörige Gemeinde; davon abgesehen werden auf sie die gleichen landesrechtlichen Vorgaben angewendet, die auch für die unmittelbaren Landesbeamten gelten (Besoldung, Urlaub, Disziplinarrecht etc.). Unmittelbare Bundes- und Landesbeamte sind Staatsbeamte.

## Beamtenrecht
Das Beamtenrecht ist Teil des besonderen Verwaltungsrechts und beinhaltet u. a. auch die Begründung des Beamtenverhältnisses sowie Rechte und Pflichten der Beamten in Deutschland. Bis 2006 mussten die Länder ihre Landesbeamtengesetze nach den Vorgaben des Beamtenrechtsrahmengesetzes (BRRG) ausrichten. Durch die Föderalismusreform entfiel die Gesetzgebungskompetenz des Bundes und damit das alte BRRG. Es wurde durch das am 1. April 2009 in Kraft getretene Gesetz zur Regelung des Statusrechts der Beamtinnen und Beamten in den Ländern (Beamtenstatusgesetz – BeamtStG) ersetzt.
Dieses besondere öffentlich-rechtliche Verhältnis ist in den Beamtengesetzen des Bundes und der Länder der Bundesrepublik Deutschland geregelt. Das Bundesbeamtengesetz (BBG) regelt Einzelheiten zum Beamtenverhältnis auf Bundesebene und enthält Vorschriften zur Personalverwaltung und zum Beschwerdeweg/Rechtsschutz. Entsprechende landesrechtliche Regelungen existieren für Beamte auf Länderebene bzw. in Städten und Gemeinden. Für die Beamtengesetze der Länder sind durch das Beamtenstatusgesetz, das zum 1. April 2009 das Beamtenrechtsrahmengesetz abgelöst hat, wesentliche Bestimmungen vorgegeben.
Das Beamtenverhältnis ist von Verfassung wegen (Art. 33 Abs. 5 GG) nach den hergebrachten Grundsätzen des Berufsbeamtentums zu regeln und fortzuentwickeln. Hauptaufgabe der Beamten ist die unparteiische Wahrnehmung hoheitlicher Aufgaben, die aus Gründen der Sicherung des Staates oder des öffentlichen Lebens nicht ausschließlich Personen, welche in einem privatrechtlichen Arbeitsverhältnis stehen, übertragen werden dürfen.

## Beamtenverhältnis
Beamte stehen zum Staat in einem Sonderrechtsverhältnis. Während ihrer Dienstzeit sind Beamte einer gesteigerten Bindung an den Staat ausgesetzt, welche in ihrer Intensität über die normale Bindung des Bürgers an den Staat hinausgeht. Beamte stehen also in besonderer Nähe des Staates; sie sind dessen Repräsentanten. Infolgedessen können die Grundrechte von Beamten eingeschränkt werden.

### Begründung
Die Berufung in das Beamtenverhältnis ist nur zulässig zur Wahrnehmung hoheitsrechtlicher Aufgaben oder solcher Aufgaben, die aus Gründen der Sicherung des Staates oder des öffentlichen Lebens nicht ausschließlich Personen übertragen werden dürfen, die in einem privatrechtlichen Arbeitsverhältnis stehen (§ 5 BBG, § 3 Abs. 2 BeamtStG).
Das Beamtenverhältnis wird durch Ernennung (mitwirkungs- und formbedürftiger Verwaltungsakt) begründet. Die Ernennung erfolgt durch Aushändigung einer Ernennungsurkunde und widerspruchslose Entgegennahme, im Regelfall nach vorangehender Vereidigung. Im Unterschied zu den Arbeitnehmern entsteht das Dienstverhältnis nicht durch einen Arbeitsvertrag, und Beamte gehören nicht zu den Arbeitnehmern. Die Ernennungen sind nach Prüfung von Eignung, Befähigung und fachlicher Leistung vorzunehmen (Bestenauslese).
Voraussetzung für eine Ernennung ist, dass Bewerber Deutsche im Sinne des Art. 116 GG sind oder die Staatsangehörigkeit eines Mitgliedsstaates der Europäischen Gemeinschaften besitzen (§ 7 BeamtStG), die Gewähr bieten, dass sie jederzeit für die freiheitliche demokratische Grundordnung eintreten (früher wurde hierfür der mittlerweile abgeschaffte Radikalenerlass herangezogen) und die für eine Laufbahn vorgeschriebene oder, in Ermangelung einer Vorschrift, die übliche Vorbildung haben. Des Weiteren müssen die ungeschriebenen Voraussetzungen erfüllt sein. Beamte müssen dienstfähig sein (körperlich, geistig sowie charakterlich), dürfen nicht vorbestraft sein, müssen in geordneten wirtschaftlichen Verhältnissen leben und allgemein geeignet sein (guter Leumund, charakterliche und persönliche Eignung). Die gesundheitlichen Anforderungen dürfen allerdings keine Behindertendiskriminierung beinhalten (§ 9 BeamtStG).
Für besondere Aufgaben (z. B. im Sicherheitsbereich) darf nur ein Deutscher berufen werden. Besteht ein dringendes dienstliches Bedürfnis oder soll eine Person z. B. als Professor, Juniorprofessor, Assistent oder Akademischer Rat an einer Hochschule oder einer sonstigen Forschungsanstalt ernannt werden, kann von dem Erfordernis der Staatsangehörigkeit ausnahmsweise abgesehen werden (§ 7 Abs. 3 BeamtStG).
Einer Beamtenernennung bedarf es nicht nur bei der Begründung eines Beamtenverhältnisses, sondern auch bei der „Umwandlung“ (Einstellungen bei Beamten auf Widerruf und auf Probe, Verleihung beim Beamtenverhältnis auf Lebenszeit) eines Beamtenverhältnisses in ein solches anderer Art (auf Widerruf, auf Probe, auf Lebenszeit), der Verleihung eines Amtes mit einem anderen Endgrundgehalt und einer anderen Amtsbezeichnung (Beförderung), beim Wechsel des Dienstherren sowie bei der Verleihung eines Amtes mit einer anderen Amtsbezeichnung ohne Wechsel der Besoldungsgruppe, sofern mit der Verleihung des Amtes ein Wechsel der Laufbahn begründet wird (§ 8 BeamtStG). Die Maßnahmen unterliegen im Regelfall der Mitbestimmung des jeweiligen Personalrates.

### Beendigung
Beamte können nicht kündigen und Beamten kann auch nicht gekündigt werden, da kein vertragliches Arbeitsverhältnis besteht. Eine Entlassung kann jedoch jederzeit beantragt werden. In diesem Fall werden für die Dauer des Dienstes die Rentenversicherungsbeiträge vom Dienstherrn nachentrichtet. Entlassene Beamte haben dann allerdings keine Ansprüche mehr auf Beamtenversorgung. Eine Entlassung von Beamten auf Lebenszeit gegen ihren Willen ist nur im Wege des Disziplinarverfahrens möglich oder – in bestimmten Fällen – bei Dienstunfähigkeit.
Bundesbeamte können seit dem 4. September 2013 nach dem Ausscheiden aus dem Beamtenstatus (z. B. beim Wechsel zu einem privatwirtschaftlichen Unternehmen), statt der bis dahin verpflichtenden Nachversicherung in der gesetzlichen Rentenversicherung, auf Antrag ein sogenanntes Altersgeld nach dem Altersgeldgesetz erhalten. Dies ist eine Altersversorgung eigener Art und keine Pension. Ein Beamter muss dazu auf eigenen Antrag und ohne anderen Hinderungsgrund aus dem Dienst ausscheiden. Zusätzlich muss eine Dienstzeit von sieben Jahren, davon mindestens fünf beim Bund als Dienstherrn, zurückgelegt worden sein. Zumindest die Länder Baden-Württemberg, Bremen, Hamburg, Hessen, Niedersachsen und Sachsen haben, teilweise vorerst zeitlich befristete, dem Altersgeld des Bundes vergleichbare Regelungen eingeführt.
Das Beamtenverhältnis endet gemäß § 24 BeamtStG (bzw. § 41 BBG für Bundesbeamte) mit der Rechtskraft des Urteils (automatisch und ohne besonderen Bescheid), wenn der Beamte rechtskräftig wegen einer vorsätzlichen Straftat zu Freiheitsstrafe von (im Regelfall) einem Jahr oder mehr verurteilt wird. Auch hier wird der Betreffende nachversichert. Aus diesem Grunde kommt es vor, dass straffällige Beamte zu weniger als einem Jahr Freiheitsstrafe verurteilt werden, wenn der Verlust der Beamteneigenschaft dem Gericht als Folge der Strafe unangemessen erscheint, denn nach der Rechtsprechung des Bundesgerichtshofes (BGH) sind die Folgen der Verhängung einer Strafe bei allen Straftätern zu berücksichtigen (vgl. § 46 Abs. 1 S. 2 StGB). Eine Entfernung aus dem Dienst (bei Tarifbeschäftigten Entlassung genannt) kann dennoch im Disziplinarverfahren erfolgen.
Gesetzliche Entlassungsverbote für Beamte aller Statusarten bestehen gemäß Mutterschutzgesetz und § 9 Arbeitsplatzschutzgesetz für zum Wehrdienst einberufene Beamte oder Doppeldienstleistende (gleichzeitiger Dienst bei zwei oder mehr Dienstherren). Diese Gesetzgebung stellt für alle Dienstherren in Bund, Ländern und Gemeinden ein öffentlich-rechtliches, absolutes Entlassungsverbot dar. Das Ermessen des Dienstherrn ist auf Null reduziert.
Beamte sind regelmäßig in den vorzeitigen Ruhestand zu versetzen, wenn sie dienstunfähig und nicht anderweitig verwendbar sind (§ 26 BeamtStG bzw. § 44 BBG), jedoch nicht bei begrenzter Dienstfähigkeit (§ 27 BeamtStG bzw. § 45 BBG). Die Voraussetzungen für die Versetzung in den Ruhestand wegen Dienstunfähigkeit richten sich nach der bereits geleisteten ruhegehaltfähigen Dienstzeit, einschließlich geleisteter Vordienst-Zeiten und nach den ruhegehaltfähigen Dienstbezügen, die der Beamte erhält oder erhalten hat. Bei Vorliegen der versorgungsrechtlichen Tatbestände ist eine Entlassung wegen Dienstunfähigkeit verfassungsrechtlich ausgeschlossen.

### Arten
Arten der Beamtenverhältnisse sind das Beamtenverhältnis auf Lebenszeit als Regeltyp, das Beamtenverhältnis auf Probe zur Ableistung einer beamtenrechtlichen Probezeit, das Beamtenverhältnis auf Widerruf meist zur Ableistung eines Vorbereitungsdienstes, Beamtenverhältnis auf Zeit zur vorübergehenden Wahrnehmung von Beamtenaufgaben sowie das Ehrenbeamtenverhältnis zur unentgeltlichen Wahrnehmung von Beamtenaufgaben. Nicht mehr existent sind das Institut der Anstellung (seit 2009), das Beamtenverhältnis im Wartestand und zur Wiederverwendung nach dem Zweiten Weltkrieg. Kein Beamtenverhältnis eigener Art hat ein sogenannter politischer Beamter. Er kann in den einstweiligen Ruhestand versetzt werden (§ 54 BBG; entsprechende landesgesetzliche Regelungen). Ein kommunaler Wahlbeamter ist meist ein Beamter auf Zeit.

## Laufbahn
Auf der Grundlage der Laufbahn regelt sich die berufliche Karriere eines Beamten. Das Laufbahnprinzip gehört zu den hergebrachten Grundsätzen des Berufsbeamtentums. Es ist in Laufbahnverordnungen des Bundes und der Länder geregelt. Diese unterscheiden sich zum Teil erheblich.

### Laufbahngruppen
Eine Laufbahn umfasst alle Ämter derselben Fachrichtung, die eine gleiche Vorbildung und Ausbildung voraussetzen. Zur Laufbahn gehören Vorbereitungsdienst und Probezeit. Es werden klassisch vier folgende Laufbahngruppen unterschieden (wobei einige Länder inzwischen abweichende Regelungen getroffen haben):
- Einfacher Dienst: Besoldungsgruppen A 2 bis A 5, für besonders herausgehobene Dienststellungen auch A 6
- Mittlerer Dienst: Besoldungsgruppen A 6 bis A 9 (in Baden-Württemberg nach Landesrecht in besonders herausgehobenen Dienststellungen, z. B. Werkdienstleiter einer Justizvollzugsanstalt und Leiter von Straßenmeistereien auch A 10). Die Ämter der BesGr. A 5 sind nicht mehr Eingangsamt. Die Laufbahnen beginnen jetzt mit A 6 (nichttechnische Laufbahnen) oder A 7 (technische Laufbahnen, Polizei, Zoll und Justizvollzug)
- Gehobener Dienst: Besoldungsgruppen A 9 bis A 13, Laufbahnen des nichttechnischen Dienstes beginnen mit A 9, Laufbahnen des technischen Dienstes mit A 10, Eingangsbesoldungsgruppe für Laufbahnen von Fachlehrern ist A 9, für die Laufbahnen der Grund-, Hauptschullehrer A 12 und der Sonder- und Realschullehrer A 13
- Höherer Dienst: Besoldungsgruppen A 13 bis A 16, W 1 bis W 3 (Hochschullehrer) und B 1 bis B 11

|                                                       | Höherer Dienst | Höherer Dienst | Gehobener Dienst | Gehobener Dienst | Mittlerer Dienst | Mittlerer Dienst | Einfacher Dienst | Einfacher Dienst |
| absolut                                               | relativ (%)    | absolut        | relativ (%)      | absolut          | relativ (%)      | absolut          | relativ (%)      |                  |
| ----------------------------------------------------- | -------------- | -------------- | ---------------- | ---------------- | ---------------- | ---------------- | ---------------- | ---------------- |
| Bund                                                  | 18.400         | 13,9           | 43.800           | 33,1             | 66.900           | 50,6             | 3.200            | 2,4              |
| Länder                                                | 332.100        | 26,2           | 704.700          | 55,6             | 223.300          | 17,6             | 8.300            | 0,7              |
| Kommunen                                              | 27.200         | 15,1           | 92.600           | 51,4             | 59.700           | 33,2             | 500              | 0,3              |
| sonstige juristische Personen des öffentlichen Rechts | 17.000         | 26,4           | 42.400           | 65,9             | 4.600            | 7,2              | 300              | 0,5              |
| Gesamt                                                | 394.700        | 24,0           | 883.600          | 53,7             | 354.400          | 21,6             | 12.300           | 0,7              |

### Amtsbezeichnungen der Bundes- und Landesbeamten
Die Amtsbezeichnungen der Bundes- und Landesbeamten sind in Deutschland die beamtenrechtlichen Bezeichnungen von Ämtern, die ein Beamter innehat. Im Vorbereitungsdienst führen die Beamten auf Widerruf keine Amtsbezeichnung (da ihnen noch kein Amt übertragen wurde), sondern eine Dienstbezeichnung.
Beispiel: Amtsbezeichnungen im nichttechnischen Verwaltungsdienst in der Bundesverwaltung der Bundesrepublik Deutschland:
| Amtsbezeichnung                              | Abkürzung   | Besoldungsgruppe                     | Laufbahngruppe des Bundes | Ausbildung       |
| -------------------------------------------- | ----------- | ------------------------------------ | ------------------------- | ---------------- |
| Staatssekretär                               | StS         | B 11                                 | höherer Dienst            | Master           |
| Ministerialdirektor                          | MinDir      | B 9                                  | höherer Dienst            | Master           |
| Ministerialdirigent                          | MinDirig    | B 5, B 6                             | höherer Dienst            | Master           |
| Ministerialrat                               | MinR        | B 2, B 3                             | höherer Dienst            | Master           |
| Ministerialrat, Leitender Regierungsdirektor | MinR, LRDir | A 16                                 | höherer Dienst            | Master           |
| Regierungsdirektor                           | RDir        | A 15                                 | höherer Dienst            | Master           |
| Oberregierungsrat                            | ORR         | A 14                                 | höherer Dienst            | Master           |
| Regierungsrat                                | RR          | A 13 (Eingangsamt)                   | höherer Dienst            | Master           |
| Regierungsoberamtsrat                        | ROAR        | A13, A13+Z                           | gehobener Dienst          | Bachelor         |
| Regierungsamtsrat                            | RAR         | A 12                                 | gehobener Dienst          | Bachelor         |
| Regierungsamtmann/frau                       | RAmtm/fr    | A 11                                 | gehobener Dienst          | Bachelor         |
| Regierungsoberinspektor                      | ROI         | A 10 (Eingangsamt technische Beamte) | gehobener Dienst          | Bachelor         |
| Regierungsinspektor                          | RI          | A 9 (Eingangsamt)                    | gehobener Dienst          | Bachelor         |
| Erster Amtsinspektor                         | EAI         | A10                                  | mittlerer Dienst          | Berufsausbildung |
| Regierungsamtsinspektor                      | RAI         | A9, A9+Z                             | mittlerer Dienst          | Berufsausbildung |
| Regierungshauptsekretär                      | RHS         | A 8                                  | mittlerer Dienst          | Berufsausbildung |
| Regierungsobersekretär                       | ROS         | A 7                                  | mittlerer Dienst          | Berufsausbildung |
| Regierungssekretär                           | RS          | A 6 (Eingangsamt)                    | mittlerer Dienst          | Berufsausbildung |
| Oberamtsmeister                              | OAMstr      | A5, A6, A6+Z                         | einfacher Dienst          | Angelernte       |
| Amtsmeister                                  | AMstr       | A 4                                  | einfacher Dienst          | Angelernte       |
| Hauptamtsgehilfe                             | HAGeh       | A 3                                  | einfacher Dienst          | Angelernte       |
| Oberamtsgehilfe                              | OAGeh       | A 2 (Eingangsamt)                    | einfacher Dienst          | Angelernte       |

### Anforderungen
Bei der Einstellung zum Landes- oder Bundesbeamten müssen gewisse Kriterien erfüllt sein. Neben dem Eignungsprinzip müssen auch das Befähigungs- und das Leistungsprinzip erfüllt sein. (Siehe § 7 und § 9 Bundesbeamtengesetz (BBG) für Bundesbeamte bzw. § 7 und § 9 Beamtenstatusgesetz (BeamtStG) für Landesbeamte.)

#### Eignungsprinzip
Die Eignung umfasst die körperlichen, geistigen und charakterlichen Merkmale.
Nach dem Eignungsprinzip (Idoneitätsprinzip) muss ein potentieller Beamter:
- Deutscher im Sinne des Artikels 116 des Grundgesetzes oder EU-Bürger sein (Ausnahme bei dienstlichem Bedürfnis möglich),
- für die freiheitliche demokratische Grundordnung einstehen,
- körperlich und geistig soweit gesund sein, dass die zukünftige Tätigkeit und eine vorzeitige Dienstunfähigkeit nicht zu erwarten ist und dadurch nicht eingeschränkt ist (bei schwerbehinderten Bewerbern gilt in der Regel, dass eine Dienstunfähigkeit nicht binnen fünf Jahren zu erwarten ist),
- die Fähigkeit zur Bekleidung öffentlicher Ämter besitzen.

#### Befähigungsprinzip
Jemand ist nur als Beamter befähigt, wenn er die laufbahnspezifische Vorbildung nachweisen kann. Für die Laufbahnen bestehen Mindestanforderungen hinsichtlich der Vorbildung, des Vorbereitungsdienstes sowie der Ablegung von Prüfungen (Laufbahnprüfung).
Dabei gilt grundsätzlich als allgemeine Einstellungsvoraussetzung für eine Laufbahn im
- einfachen Dienst: der Hauptschulabschluss.
- mittleren Dienst: der Realschulabschluss bzw. die Fachoberschulreife oder eine abgeschlossene Berufsausbildung.
- gehobenen Dienst: eine Hochschulzugangsberechtigung (allgemeine Hochschulreife, fachgebundene Hochschulreife oder Fachhochschulreife) für den Einstieg als Anwärter (Studierender an einer Fachhochschule für öffentliche Verwaltung) im nichttechnischen Verwaltungsdienst; ansonsten ein abgeschlossenes Hochschulstudium mit Bachelorabschluss.
- höheren Dienst: ein mindestens dreijähriges abgeschlossenes Hochschulstudium mit Masterabschluss oder ein als gleichwertig anerkannter Bildungsstand. Teilweise gelten für besondere Laufbahnen weitergehende Anforderungen.

Innerhalb der Laufbahngruppen wird zwischen Fachrichtungen (wie beispielsweise technischer oder nichttechnischer Dienst) unterschieden.
Beamte beginnen ihre Laufbahn grundsätzlich im Eingangsamt ihrer Laufbahn. Die Eingangsämter sowie die erreichbaren Spitzenämter der jeweiligen Laufbahn werden vom jeweiligen Dienstherrn festgelegt.
Teilweise ist ein Aufstieg möglich: Nach einer bestimmten Dienstzeit in einer Laufbahn können Beamte durch entsprechende Weiterbildung und das Bestehen einer Prüfung in die nächsthöhere Laufbahn wechseln. Zu unterscheiden sind hier der Regelaufstieg und der Verwendungsaufstieg.

#### Leistungsgrundsatz
Unter fachlicher Leistung wird die anwendungsbezogene, in der Praxis nachgewiesene und in Zukunft zu erwartende Befähigung verstanden und ist demzufolge auf Grund praktischer Tätigkeit zu beurteilen.

### Ausbildung

#### Höherer Dienst
Für Regelbewerber setzt der Zugang zum höheren Dienst voraus ein mit einem Master abgeschlossenes Hochschulstudium oder einen gleichwertigen Abschluss. Hinzutreten muss ein mit einer Laufbahnprüfung abgeschlossener Vorbereitungsdienst, eine entsprechende Ausbildung und Prüfung oder eine hauptberufliche Tätigkeit, die geeignet ist, die Befähigung für die Laufbahn zu vermitteln. Für den nichttechnischen Verwaltungsdienst steht die Befähigung zum Richteramt gleich. Zu Einzelheiten siehe den Hauptartikel.

#### Gehobener Dienst
Der Vorbereitungsdienst für die Laufbahn des gehobenen Dienstes dauert mindestens drei Jahre. Er vermittelt in einem Studiengang an einer Fachhochschule für öffentliche Verwaltung den Studierenden die wissenschaftlichen Erkenntnisse und Methoden und berufspraktische Fähigkeiten und Kenntnisse, die zur Erfüllung der Aufgaben ihrer Laufbahn erforderlich sind. Die Studierenden sind in der Regel in einem Beamtenverhältnis auf Widerruf. Der Studiengang dauert in der Regel 18 Monate (in der Finanzverwaltung und in der allgemeinen inneren Verwaltung 21 Monate). Die übrige Zeit des Vorbereitungsdienstes umfasst die Ausbildung in fachbezogenen Schwerpunktbereichen der Laufbahnaufgaben. Des Weiteren steht grundsätzlich allen Bachelor-Absolventen anerkannter Hochschulen der Zugang zum gehobenen Dienst bzw. einem entsprechenden Vorbereitungsdienst offen.
Mit der Laufbahnprüfung für den gehobenen Dienst erfolgt oftmals zugleich die Diplomierung. Es werden v. a. die Abschlüsse Diplom-Verwaltungswirt (FH), Diplom-Finanzwirt (FH), Diplom-Rechtspfleger (FH) und Diplom-Betriebswirt (FH) vergeben. Hier erfolgt seit einigen Jahren eine Umstellung auf den Abschluss als Bachelor, insbesondere den Bachelor of Laws (z. B. in Nordrhein-Westfalen) oder den Bachelor of Public Administration.
Voraussetzung für die Einstellung in den Vorbereitungsdienst des gehobenen Dienstes ist eine zum Hochschulstudium berechtigende Schulbildung. In der Laufbahn des gehobenen Dienstes kann die Ausbildung auf die fachbezogenen Schwerpunktbereiche von mindestens einem Jahr beschränkt werden, wenn der Erwerb der wissenschaftlichen Erkenntnisse und Methoden durch einen geeigneten Studiengang an einer öffentlich zugänglichen Fachhochschule nachgewiesen ist (FH-Diplom oder Bachelor). Eine solche verwaltungsexterne Ausbildung findet vor allem bei den technischen Laufbahnen des gehobenen Dienstes statt. Bei einem externen Fachhochschulstudium ist das Eingangsamt A 10, um die Kosten, die der Laufbahnbewerber während seines nicht besoldeten Studiums hatte, teilweise wieder auszugleichen.
Es kann auch verlangt werden, dass ein Lehramtsstudium an einer Hochschule abgeschlossen ist, das für den Schuldienst an Hauptschulen, Grundschulen, Realschulen und Sonderschulen befähigt (Lehramtsstudium, nicht vertieft). Wegen der höheren Voraussetzung ist das Eingangsamt nach Ableisten des Vorbereitungsdienstes auf A 12 festgelegt.

#### Mittlerer Dienst
Für den mittleren Dienst ist im Regelfall ein zweijähriger Vorbereitungsdienst abzuleisten. Er besteht zu mindestens sechs Monaten aus einem Lehrgang an einer Verwaltungsfachschule, z. B. einem Studieninstitut für kommunale Verwaltung. Voraussetzung für die Anstellung als Beamter auf Widerruf in den Vorbereitungsdienst ist ein Realschulabschluss oder ein Hauptschulabschluss in Verbindung mit einer förderlichen Berufsausbildung. Vor allem technische Laufbahnen schreiben oft eine Gesellenprüfung, Facharbeiterprüfung oder einen Abschluss als staatlich geprüfter Techniker für die Teilnahme am Vorbereitungsdienst vor. Manchmal kann eine Lehre auch vor dem Vorbereitungsdienst bei der öffentlichen Verwaltung gemacht werden. Für technische Laufbahnen ist das Eingangsamt in der Regel A 7, für nicht-technische A 6, bei Polizeivollzugsbeamten je nach Land A 7 oder A 9.

#### Einfacher Dienst
Der Vorbereitungsdienst für den einfachen Dienst setzt einen Hauptschulabschluss voraus. Anstelle einer Laufbahnprüfung gibt es im einfachen Dienst lediglich eine formlose Verwendungsprüfung, die auch durch den Nachweis einer Berufsausbildung oder durch eine anerkannte, verwandte oder vorbereitende Tätigkeit beim Dienstherrn ersetzt werden kann. Eine weitere Besonderheit der Dienstposten des einfachen Dienstes ist die Tatsache, dass dort nicht nur beamtete Kräfte, sondern stets auch besonders verpflichtete Tarifkräfte verwendet werden.

## Besoldung
Beamte erhalten kein Gehalt, das in einem Arbeits- oder Tarifvertrag ausgehandelt wurde, sondern werden besoldet. Beamtenbezüge werden am Monatsanfang im Voraus gezahlt. Dies soll die finanzielle Unabhängigkeit des Beamten sicherstellen und Korruption vermeiden. Die Zuordnung eines Amtes zu einer Besoldungsgruppe folgt dem Grundsatz der funktionsgerechten Besoldung. Auch die jeweils erforderliche Qualifikation spielt eine wichtige Rolle. Problematisch kann die Höhe der Besoldung insbesondere für Beamte unterer Besoldungsgruppen sein. Nach einem Beschluss des Bundesverfassungsgerichts gilt ein Mindestabstandsgebot zur Grundsicherung als eigenständiger, aus dem Alimentationsprinzip abgeleiteter Grundsatz. Dieser Mindestabstand wird unterschritten, wenn die Nettoalimentation (unter Berücksichtigung der familienbezogenen Bezügebestandteile und des Kindergelds) um weniger als 15 Prozent über dem Grundsicherungsniveau liegt.

### Besoldungsgruppen
- Besoldungsordnung A: Beamte mit nach Erfahrungsstufen aufsteigender Besoldung (A 2 bis A 16)
- Besoldungsordnung B: Beamte mit fester Besoldung (B 1 bis B 11)
- Besoldungsordnung R: Richter und Staatsanwälte (R 1 bis R 10, R 1 und R 2 mit aufsteigender Besoldung nach Erfahrungsstufen)
- Besoldungsordnung W: Professoren einschließlich der Juniorprofessoren (W 1 bis W 3), bei W 2 und W 3 zusammengesetzt aus Grundbesoldung und Leistungszuschlägen

Die Ämter der Besoldungsordnung C sind seit der Einführung der Besoldungsordnung W auslaufend, d. h., sie dürfen nicht mehr neu verliehen werden. In den Besoldungsordnungen A und B sind Stellenzulagen für viele Aufgabenbereiche oder Funktionen vorgesehen (z. B. für Taucher, Polizeivollzugsbeamte, hauptamtliche Feuerwehrangehörige, als Flugsicherungsbeamte und Kraftfahrer; in gefahrgeneigten Berufen wird eine Gefahrenzulage gewährt).

### Krankheitskosten
Beamte sind nicht gesetzlich krankenversicherungspflichtig, sondern erhalten im Krankheitsfall anteilige Beihilfeleistungen, wenn und soweit die Aufwendungen nach Maßgabe des anzuwendenden Beihilferechts des Dienstherrn, also des jeweiligen Landes oder des Bundes, beihilfefähig sind. Dies gehört nach ständiger Rechtsprechung nicht zu den hergebrachten Grundsätzen des Berufsbeamtentums, weshalb dazu keine verfassungsrechtliche Verpflichtung besteht. Die Alimentation muss nur ausreichen, um Krankheitskosten u. Ä. abzudecken.
Es finden in einzelnen Ländern Beihilfenverordnungen (BVO) – also Rechtsverordnungen – Anwendung, z. B. Nordrhein-Westfalen.
Der Bund und die Länder, die sie für ihre Bediensteten übernommen haben, wenden die Verordnung über Beihilfe in Krankheits-, Pflege- und Geburtsfällen (Bundesbeihilfeverordnung – BBhV) vom 13. Februar 2009 (BGBl. I S. 326) und die zu ihrer Ausführung erlassenen Verwaltungsvorschriften (i. e. nur die Verwaltung bindende Regelungen), im Bund die Allgemeine Verwaltungsvorschrift zur Bundesbeihilfeverordnung (BBhVVwV) vom 13. Juni 2013 (GMBl. S. 722) an.
Der Prozentsatz der Beihilfeleistungen ist u. a. abhängig vom Familienstand und im Regelfall im Ruhestand höher als in der aktiven Dienstzeit. Für Kinder und Ehepartner werden ebenfalls Beihilfeleistungen gewährt, sofern ihr Einkommen eine bestimmte Grenze nicht übersteigt. Für die restlichen Kosten müssen Beamte durch Abschluss einer privaten Krankenversicherung selbst vorsorgen. Bei einigen Dienstherren kann ein Krankenversicherungszuschuss als sog. Pauschale Beihilfe gewählt werden, was jedoch in der gesetzlichen Krankenversicherung eine Versicherungsberechtigung voraussetzt.
Die Krankheitskosten bestimmter Gruppen von Beamten (z. B. bei Polizei und Feuerwehr) tragen einige Dienstherren vollständig (Heilfürsorge). Für die Bundesbahnbeamten gelten die allgemeinen Beihilferegelungen des Bundes nicht. Hier erfüllt die Krankenversorgung der Bundesbahnbeamten die Fürsorgeverpflichtungen in einem anderen Umfang, da diese Einrichtung als Körperschaft des öffentlichen Rechts sowie als betriebliche Sozialeinrichtung geführt wird und Beiträge erhebt.

### Versorgung im Ruhestand
Der Anspruch auf Gewährung von Versorgungsbezügen wird regelmäßig mit Eintritt in den Ruhestand bei Erreichen der Altersgrenze wirksam, sonst auch bei vorzeitigem Eintritt in den Ruhestand wegen Dienstunfähigkeit. Im letzteren Fall führt dies zu einer Minderung bis zu 10,8 Prozent (in Nordrhein-Westfalen bis zu 14,4 Prozent). Die Höhe dieser Bezüge bemisst sich dann einerseits nach den Dienstbezügen, die dem Beamten in seiner Dienstzeit zuletzt zugestanden haben, andererseits an der ruhegehaltfähigen Dienstzeit, wobei (seit 2003) für jedes Dienstjahr 1,79375 Prozent als Ruhegehaltssatz angerechnet werden. Der Höchstsatz beträgt 71,75 Prozent der letzten Dienstbezüge, bei Dienstunfähigkeit aufgrund eines Dienstunfalles 75 Prozent. Diese Prozentsätze werden mit dem Faktor 0,9901 multipliziert. (§ 5 Abs. 1 Hs. 2 BeamtVG) Daraus ergibt sich ein tatsächlicher Ruhegehaltsanspruch pro Jahr von 1,775991875 Prozent sowie ein Höchstbetrag von 71,04 Prozent, bei Dienstunfällen von 74,2575 Prozent.
Beamte erhalten Versorgungsbezüge aus ihrem letzten Amt, wenn sie es mindestens zwei Jahre ausgeübt haben. Wird diese Bedingung nicht erfüllt, wird das Ruhegehalt aus dem zuvor bekleideten niedrigeren Amt errechnet. (Die Regelung der Mindestamtszeit von drei Jahren hat das Bundesverfassungsgericht zugunsten der künftigen Ruhestandsbeamten für verfassungswidrig erklärt.) Die Versorgungsbezüge sind bei der Einkommensteuer nach § 19 Abs. 2 EStG voll zu versteuern. Des Weiteren zahlen die Ruhestandsbeamten bis zu ihrem Tode ihre Beiträge zur privaten Krankenversicherung oder als freiwillig Versicherte in der gesetzlichen Krankenversicherung weiter.
Bei einer vorzeitigen Versetzung eines Beamten in den Ruhestand ergeben sich beispielsweise bei einer Dienst- bzw. Amtszeit von 25 Jahren ein Prozentsatz von 44,84 Prozent der ruhegehaltfähigen Dienstbezüge, abzüglich 3,6 Prozent für jedes Jahr früherer Versetzung in den Ruhestand (als regulär mit jetzt neuerdings bis zu 67 Jahren). Die Maximalminderung beträgt 10,8 Prozent (in Nordrhein-Westfalen bis zu 14,4 Prozent). Wenn es für ihn günstiger ist, erhält der Versorgungsempfänger Mindestversorgungsbezüge in einer Höhe, welche sich aus 65 Prozent der Besoldungsgruppe A 4 BBesO zuzüglich eines Festbetrags von 30,68 Euro (Stand 1. März 2020: 1.796,55 Euro brutto (ohne Familienzuschlag bei Bundesbeamten), abzüglich Steuern und den Beitrag für die Krankenversicherung) ergibt.

## Rechte der Beamten
Die deutschen Beamten haben dem Dienstherrn gegenüber eine besondere Dienst- und Treuepflicht. Dafür ist der Dienstherr seinen Beamten gegenüber zu besonderer Fürsorge verpflichtet, u. a. zu einer dem Amt angemessenen Alimentation (Besoldung bzw. Versorgung im Ruhestand).
Eine zwangsweise Teilzeitbeschäftigung ist nach einer Entscheidung des Bundesverfassungsgerichtes nicht zulässig.
Beamte haben das Recht, ihre Amts- und Dienstbezeichnung auch außerhalb des Dienstes zu führen.

## Pflichten der Beamten
Beamte müssen nach Recht und Gesetz handeln (Gesetzestreue). Weisungen der Vorgesetzten sind grundsätzlich zu befolgen (Gehorsamspflicht). Allerdings gibt es das Recht und die Pflicht zur Beanstandung, der Remonstration, falls ein Beamter der Meinung ist, eine Weisung sei unrechtmäßig. Unabhängig vom Ausgang des Remonstrationsverfahrens darf der Beamte eine Anordnung, die die Würde des Menschen verletzt, niemals ausführen.
Beamtenbewerber dürfen bedeutsame Umstände ihres beruflichen Werdegangs, nach denen sie gefragt werden, nicht verschweigen. Andernfalls kann der Dienstherr die Ernennung wegen arglistiger Täuschung zurücknehmen. Einer Abwägung aller nunmehr bekannten Umstände bedarf es dafür nicht, weil mit der Rücknahme nur die Entschließungsfreiheit des Dienstherrn wieder hergestellt wird.
Zu Beginn ihrer Laufbahn müssen Beamte einen Diensteid ablegen. Verstöße gegen Beamtenpflichten und auch Verstöße außerhalb des Dienstes, die das Ansehen schädigen könnten, werden, je nach Verfehlung, im außergerichtlichen Disziplinarverfahren oder/und gerichtlichen Disziplinarverfahren vor den Verwaltungsgerichten geahndet. Diese können im Extremfall zur Entfernung aus dem Dienst führen. Anweisungen dürfen nicht befolgt werden, wenn sie gegen Gesetze verstoßen, sie müssen nicht befolgt werden, wenn sie nicht dienstlichen Zwecken dienen.
Manche Bürgerrechte sind eingeschränkt, z. B. erlaubt ihr Treueverhältnis zum Staat den Beamten kein Streikrecht. Sogar das Recht auf freie Meinungsäußerung ist für Beamte im Dienst eingeschränkt (z. B. politische Betätigung).
Ferner besteht auch außerhalb des Dienstes eine Wohlverhaltenspflicht für Beamte, um das Ansehen des Staates nicht zu gefährden. Sie sind außerdem verpflichtet, sich jederzeit über ihr Arbeitsgebiet zu informieren (Informationspflicht).
Die Pflicht des Untergebenen, seine Vorgesetzten zu beraten und diese zu unterstützen (Beratungspflicht), ist ein weiterer Bestandteil der Beamtenpflichten. Beamte haben sich ferner mit voller Hingabe bzw. vollem persönlichen Einsatz ihrem Beruf zu widmen. Das bedeutet, sie dürfen Nebentätigkeiten (insbesondere entgeltlichen) nur mit besonderer Genehmigung nachgehen. In den meisten Ländern ist die wissenschaftliche oder künstlerische Betätigung nicht genehmigungs-, wohl aber anzeigepflichtig. Ferner dienen sie dem ganzen Volk und nicht einer Partei; daraus folgt, dass sie bei Entscheidungen auch das Gemeinwohl zu wahren haben.
Beamte haben die Pflicht, ihre Wohnung so zu nehmen, dass die ordnungsmäßige Wahrnehmung ihrer Dienstgeschäfte nicht beeinträchtigt wird (Residenzpflicht, § 72 BBG). Der Dienstvorgesetzte kann anordnen, sofern dienstliche Verhältnisse es erfordern, dass die Wohnung innerhalb einer bestimmten Entfernung von der Dienststelle zu nehmen oder eine Dienstwohnung zu beziehen ist.

## Beamte bei den Postnachfolgeunternehmen
Seit der Umwandlung der Deutschen Bundespost in die Aktiengesellschaften Deutsche Telekom AG, Deutsche Post AG und Deutsche Postbank AG durch die Postreform II im Jahre 1995 dürfen die Aktiengesellschaften keine Beamten mehr einstellen. Die Aktiengesellschaften sind jedoch verpflichtet, die bereits bei der Deutschen Bundespost tätigen Beamten unter Wahrung ihrer Rechtsstellung weiterzubeschäftigen. Die Unternehmen üben Dienstherrenbefugnisse aus (Art. 143b Grundgesetz (GG)). Die Beamten sind weiterhin Bundesbeamte (§ 2 Abs. 3 Postpersonalrechtsgesetz (PostPersRG)).

## Andere Formen des öffentlich-rechtlichen Dienstverhältnisses
Keine Beamten sind, im Unterschied zu den Staatssekretären, die parlamentarischen Staatssekretäre und die Mitglieder der Bundesregierung, also Bundeskanzler und Bundesminister. Sie stehen gemäß § 1 BMinG zum Bund in einem öffentlich-rechtlichen Amtsverhältnis; sie sind keine Bundesbeamten (vgl. § 18 BMinG). Entsprechendes gilt für die Mitglieder der Landesregierungen im Verhältnis zum jeweiligen Land.
Weitere Amtsträger in einem öffentlich-rechtlichen Dienstverhältnis sind der Bundespräsident und die Parlamentspräsidenten. Für den Bundespräsidenten ergibt sich dies schon daraus, dass er Verfassungsorgan ist.
Auch kann nach dem Prinzip der Trennung von Amt und Mandat ein Bundes- oder Landtagsabgeordneter als Mitglied der Legislative nicht zugleich als Beamter Angehöriger der Exekutive sein. Wird ein Beamter als Abgeordneter gewählt, ruhen in der Legislaturperiode die beamtenrechtlichen Rechte und Pflichten (z. B. für Abgeordnete des Bundestags nach § 5 AbgG).
Obwohl es in Bezug auf die rechtlichen Verhältnisse viele Ähnlichkeiten gibt, sind Richter und Soldaten keine Beamten. Ihr Status unterliegt dem Deutschen Richtergesetz bzw. dem Soldatengesetz. Bis in die 1960er Jahre waren Richter auch Beamte. Man sprach dann von richterlichen Beamten. Die Soldaten stehen in einem Wehrdienstverhältnis (§ 1 SG).
Notare (ausgenommen Amtsnotare, diese sind Beamte) sind Amtsträger, aber stehen in keinem Dienstverhältnis, sondern sind beliehen. Die Beleihung kommt auch in anderen Bereichen vor, macht aber den Beliehenen nicht zum Beamten oder stellt ihn in ein Dienstverhältnis (z. B. Öffentlich bestellte Vermessungsingenieure).

## Kirchenbeamte
Die evangelische und die katholische Kirche sind in Deutschland öffentlich-rechtliche Religionsgesellschaften. Damit haben sie das Recht, Beamte zu haben (Dienstherrenfähigkeit). Das staatliche Beamtenrecht ist nach § 135 BRRG auf Glaubensgemeinschaften und deren Verbände jedoch nicht anwendbar.
Dienstherren der Pfarrer und Kirchenbeamten sind die Landeskirchen (ev.) oder die Bistümer (rk) bzw. deren rechtsfähige Untergliederungen. Diese haben eigene beamtenrechtliche Vorschriften erlassen. Vielfach verweisen diese auf die entsprechenden Bundes- oder Landesgesetze. Das gilt auch für die Besoldungsordnungen. In den evangelischen Landeskirchen setzt sich das Leitungsgremium aus theologischen und nichttheologischen Mitgliedern zusammen. Ein Teil der nichttheologischen Mitglieder sind Kirchen- oder Oberkirchenräte, die Kirchenbeamte sind.
Die anderen Religionsgemeinschaften, die Körperschaften des öffentlichen Rechts sind, z. B. die Israelitischen Religionsgemeinschaften oder auch einige evangelische Freikirchen, kennen die Einrichtung des Kirchenbeamten nicht. Ihnen ist es aber von staatlicher Seite gleichermaßen erlaubt, durch entsprechende kirchenrechtliche Regelungen Beamtenverhältnisse zu begründen.

## Dienstordnungsangestellte
Dienstordnungsangstellte sind Angestellte bei Kranken- und Unfallversicherungen, die ein auf Grund einer nach beamtenrechtlichen Grundsätzen (Besoldung, Beihilfe, Pension) ausgestalteten Dienstordnung beschäftigt sind. Die Dienstordnung ist autonomes Satzungsrecht. Dienstordnungsangestellte sind keine Beamte im statusrechtlichen Sinn.

## Verbände öffentlich-rechtlicher Körperschaften und deren Spitzenverbände
Verbände öffentlich-rechtlicher Körperschaften und deren Spitzenverbände und Arbeitsgemeinschaften ohne Dienstherrenfähigkeit können auf Grund privatrechtlicher Arbeitsverträge Angestellte nach beamtenrechtlichen Grundsätzen beschäftigen. Diese Angestellten sind nicht sozialversicherungspflichtig, wenn sie nach beamtenrechtlichen Vorschriften oder Grundsätzen bei Krankheit Anspruch auf Fortzahlung der Bezüge und auf Beihilfe oder Heilfürsorge haben und Anwartschaft auf Versorgung bei verminderter Erwerbsfähigkeit und im Alter (Pension) sowie auf Hinterbliebenenversorgung gewährleistet wird. Die Ansprüche ergeben sich aus dem zivilrechtlichen Arbeitsvertrag. Die Gewährleistung der Ansprüche muss gesichert sein.
Nach beamtenrechtlichen Grundsätzen Beschäftigte bei Verbänden öffentlich-rechtlicher Körperschaften und deren Spitzenverbänden sind keine Beamten im statusrechtlichen Sinn.

## Dienstlicher Wohnsitz
Gemäß § 15 Abs. 1 Satz 1 Bundesbesoldungsgesetz (BBesG) ist der dienstliche Wohnsitz des Beamten oder des Richters der Ort, an dem die Behörde oder ständige Dienststelle ihren Sitz hat.